# Chéniers
Chéniers is een gemeente in het Franse departement Creuse (regio Nouvelle-Aquitaine) en telt 595 inwoners (2004). De plaats maakt deel uit van het arrondissement Guéret.
Chéniers is een niet al te groot dorp dat gelegen is aan een riviertje (La petite Creuse). Het dorp is echter zeer bekend in Nederland doordat er een grote camping is gelegen. In deze camping, Le Moulin de Piot, vindt men ook bijna alleen maar Nederlanders. De omgeving van het dorp staat bekend als een goed wandelgebied.

## Geografie
De oppervlakte van Chéniers bedraagt 35,1 km², de bevolkingsdichtheid is 17,0 inwoners per km².

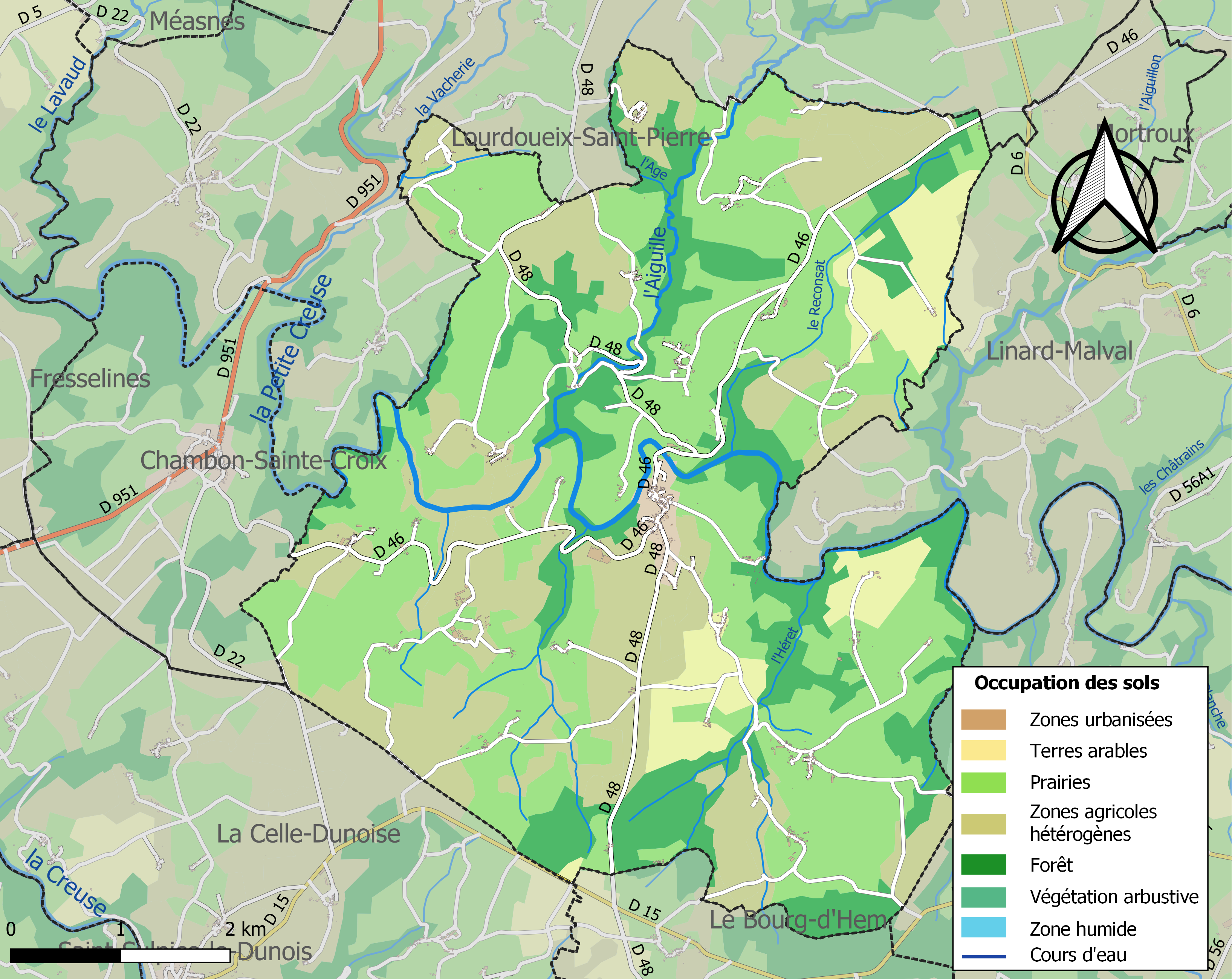
Kaart van de gemeente met de belangrijkste infrastructuur, bodemgebruik en omliggende gemeenten

## Demografie
Onderstaande figuur toont het verloop van het inwonertal (bron: INSEE-tellingen).